# 翟中和
翟中和（1930年8月18日—2023年2月10日 ），江苏溧阳人，中国细胞生物学家，北京大学生物学系教授。1956年毕业于苏联列宁格勒大学生物学系。1991年当选为中国科学院院士（学部委员）。